# INTRO.
『INTRO.』（イントロ）は、1987年12月5日に德永英明がリリースした1枚目のベスト・アルバム。

## 概要
1986年1月21日のデビューから本作発売までにリリースされたシングル表題曲4曲すべてを収録している。

## 収録曲
| 全作曲: 德永英明（注記を除く）。 |                                       |            |                        |          |
| #                                | タイトル                              | 作詞       | 作曲・編曲             | 編曲     |
| 1.                               | 「さよなら言葉」(新曲)                | 德永英明   | 德永英明（注記を除く） | 椎名和夫 |
| 2.                               | 「レイニーブルー」                    | 大木誠     | 德永英明（注記を除く） | 武部聡志 |
| 3.                               | 「夏のラジオ」                        | 秋谷銀四郎 | 德永英明（注記を除く） | 奥慶一   |
| 4.                               | 「BIRDS」                             | 大津あきら | 德永英明（注記を除く） | 川村栄二 |
| 5.                               | 「ノースリーブのクリスマス」(新録)    | 秋谷銀四郎 | 德永英明（注記を除く） | 遠山裕   |
| 6.                               | 「セレブレイション」(新曲)            | 德永英明   | 德永英明（注記を除く） | 椎名和夫 |
| 7.                               | 「僕の憂鬱」                          | 竹花いち子 | 德永英明（注記を除く） | 武部聡志 |
| 8.                               | 「夢に抱かれて」                      | 神田エミ   | 德永英明（注記を除く） | 和泉一弥 |
| 9.                               | 「ペンダント」                        | 大津あきら | 德永英明（注記を除く） | 和泉一弥 |
| 10.                              | 「輝きながら…」(作曲：鈴木キサブロー) | 大津あきら | 德永英明（注記を除く） | 川村栄二 |